# 基電控股
基電控股有限公司，簡稱基電控股（英語：KEL HOLDINGS LIMITED，港交所除牌時0681.HK），在1991年，由當時太元集團有限公司分拆一家當時在香港和中國內地經營机电工程业务。
其後曾在1997年4月24日於香港交易所主板上市。最後因為受到過度擴張，於是在2004年，出售給徐瑞新人有關企業，10月25日，更名為中民燃氣控股有限公司（中民控股有限公司前身），同時購回給母公司。

## 連結
- UDL.com.hk （页面存档备份，存于）